# Liste der Baudenkmäler in Ahrntal
Die Liste der Baudenkmäler in Ahrntal (italienisch Valle Aurina) enthält die 78 als Baudenkmäler ausgewiesenen Objekte auf dem Gebiet der Gemeinde Ahrntal in Südtirol.
Basis ist das im Internet einsehbare offizielle Verzeichnis der Baudenkmäler in Südtirol. Dabei kann es sich beispielsweise um Sakralbauten, Wohnhäuser, Bauernhöfe und Adelsansitze handeln. Die Reihenfolge in dieser Liste orientiert sich an der Bezeichnung, alternativ ist sie auch nach der Adresse oder dem Datum der Unterschutzstellung sortierbar.

## Liste
| Foto |                 | Bezeichnung                                                                     | Standort                                                         | Eintragung                                                                                        | Beschreibung                                                                                                   | Metadaten                                                 |
| ---- | --------------- | ------------------------------------------------------------------------------- | ---------------------------------------------------------------- | ------------------------------------------------------------------------------------------------- | --- | --------------------------------------------------------- |
| BW   | Datei hochladen | Ahrnsteiner ID: 13679                                                           | 47° 1′ 12″ N, 12° 3′ 24″ O                                       | 1. Juni 1987 (BLR-LAB 3042)                                                                       | Ländliches Wohnhaus/Bauernhof                                                                                  | KG: Sankt Peter Bauparzelle: 49                           |
| BW   | Datei hochladen | Althaus ID: 13678                                                               | 47° 1′ 12″ N, 12° 3′ 27″ O                                       | 1. Juni 1987 (BLR-LAB 3042)                                                                       | Gasthaus | KG: Sankt Peter Bauparzelle: 48                           |
| BW   | Datei hochladen | Antoniuskapelle beim Höcher ID: 13684                                           | 47° 1′ 12″ N, 12° 2′ 53″ O                                       | 1. Juni 1987 (BLR-LAB 3042)                                                                       | Kapelle | KG: Sankt Peter Bauparzelle: 147                          |
| ja   | Datei hochladen | Bergbaumuseum in Steinhaus ID: 13655                                            | 46° 59′ 42″ N, 11° 58′ 51″ O                                     | 1. Juni 1987 (BLR-LAB 3042)                                                                       | Erzkasten, einer der Standorte des Südtiroler Bergbaumuseums                                                   | KG: Sankt Johann Bauparzelle: 230/1                       |
| BW   | Datei hochladen | Duregger ID: 13674                                                              | 47° 1′ 21″ N, 12° 3′ 26″ O                                       | 1. Juni 1987 (BLR-LAB 3042)                                                                       | Ländliches Wohnhaus/Bauernhof                                                                                  | KG: Sankt Peter Bauparzelle: 36                           |
| BW   | Datei hochladen | Enz ID: 13636                                                                   | 46° 59′ 35″ N, 11° 58′ 37″ O                                     | 1. Juni 1987 (BLR-LAB 3042)                                                                       | Ländliches Wohnhaus/Bauernhof                                                                                  | KG: Sankt Jakob Bauparzelle: 214                          |
| BW   | Datei hochladen | Gall ID: 13638                                                                  | 46° 58′ 39″ N, 11° 56′ 21″ O Fraktion: St. Johann                | 1. Juni 1987 (BLR-LAB 3042)                                                                       | Ländliches Wohnhaus/Bauernhof                                                                                  | KG: Sankt Johann Bauparzelle: 20                          |
| ja   | Datei hochladen | Gassegg mit Garten ID: 13653                                                    | 46° 59′ 44″ N, 11° 58′ 50″ O                                     | 1. Juni 1987 (BLR-LAB 3042)                                                                       | Ansitz | KG: Sankt Johann Bauparzelle: 228 Grundparzelle: 926, 927 |
| BW   | Datei hochladen | Gasthaus Oberstock ID: 13610                                                    | Dorfstraße 7 46° 56′ 57″ N, 11° 55′ 11″ O Fraktion: Luttach      | 23. Sep. 1949 (MD)                                                                                | Gasthaus | KG: Luttach Bauparzelle: 5/1, 58                          |
| BW   | Datei hochladen | Grieser ID: 13681                                                               | 47° 1′ 21″ N, 12° 2′ 51″ O                                       | 1. Juni 1987 (BLR-LAB 3042)                                                                       | Ländliches Wohnhaus/Bauernhof                                                                                  | KG: Sankt Peter Bauparzelle: 72                           |
| BW   | Datei hochladen | Kapelle auf Vilegg ID: 13668                                                    | 46° 59′ 42″ N, 11° 57′ 39″ O                                     | 1. Juni 1987 (BLR-LAB 3042)                                                                       | Kapelle | KG: Sankt Johann Grundparzelle: 721                       |
| BW   | Datei hochladen | Kapelle beim Feichter in Weißenbach ID: 13618                                   | 46° 56′ 45″ N, 11° 51′ 26″ O                                     | 1. Juni 1987 (BLR-LAB 3042)                                                                       | Kapelle | KG: Luttach Bauparzelle: 127                              |
| BW   | Datei hochladen | Kapelle beim Geiregger ID: 13669                                                | 46° 58′ 22″ N, 11° 56′ 38″ O                                     | 1. Juni 1987 (BLR-LAB 3042)                                                                       | Kapelle | KG: Sankt Johann Grundparzelle: 1162                      |
| BW   | Datei hochladen | Kapelle beim Hittler ID: 13685                                                  | 47° 1′ 13″ N, 12° 1′ 21″ O                                       | 1. Juni 1987 (BLR-LAB 3042)                                                                       | Kapelle | KG: Sankt Peter Grundparzelle: 65                         |
| BW   | Datei hochladen | Kapelle beim Hochlercher ID: 13643                                              | 46° 59′ 37″ N, 11° 56′ 57″ O                                     | 1. Juni 1987 (BLR-LAB 3042)                                                                       | Kapelle | KG: Sankt Johann Bauparzelle: 110                         |
| BW   | Datei hochladen | Kapelle beim Mentler ID: 13647                                                  | 46° 59′ 39″ N, 11° 57′ 56″ O                                     | 1. Juni 1987 (BLR-LAB 3042)                                                                       | Kapelle | KG: Sankt Johann Bauparzelle: 183                         |
| BW   | Datei hochladen | Kapelle beim Moser ID: 13632                                                    | 47° 0′ 5″ N, 11° 59′ 31″ O                                       | 1. Juni 1987 (BLR-LAB 3042)                                                                       | Kapelle | KG: Sankt Jakob Bauparzelle: 137                          |
| BW   | Datei hochladen | Kapelle beim Oberhof ID: 13661                                                  | 46° 58′ 13″ N, 11° 56′ 24″ O                                     | 1. Juni 1987 (BLR-LAB 3042)                                                                       | Kapelle | KG: Sankt Johann Bauparzelle: 303                         |
| BW   | Datei hochladen | Kapelle beim Oberschöllberger ID: 13622                                         | 46° 57′ 15″ N, 11° 54′ 4″ O                                      | 1. Juni 1987 (BLR-LAB 3042)                                                                       | Kapelle | KG: Luttach Bauparzelle: 187                              |
| BW   | Datei hochladen | Kapelle beim Pichl ID: 13671                                                    | 46° 58′ 13″ N, 11° 56′ 19″ O                                     | 1. Juni 1987 (BLR-LAB 3042)                                                                       | Kapelle | KG: Sankt Johann Grundparzelle: 1379                      |
| BW   | Datei hochladen | Kapelle beim Pitschiler ID: 13672                                               | 46° 57′ 55″ N, 11° 54′ 57″ O                                     | 1. Juni 1987 (BLR-LAB 3042)                                                                       | Kapelle | KG: Sankt Johann Grundparzelle: 1887                      |
| ja   | Datei hochladen | Kapelle beim Platter ID: 13642                                                  | 46° 59′ 27″ N, 11° 57′ 2″ O                                      | 1. Juni 1987 (BLR-LAB 3042)                                                                       | Kapelle | KG: Sankt Johann Bauparzelle: 106                         |
| BW   | Datei hochladen | Kapelle beim Sandbichl ID: 13659                                                | 46° 58′ 1″ N, 11° 56′ 40″ O                                      | 1. Juni 1987 (BLR-LAB 3042)                                                                       | Kapelle | KG: Sankt Johann Bauparzelle: 272                         |
| BW   | Datei hochladen | Kapelle beim Unterfranken ID: 13667                                             | 46° 59′ 48″ N, 11° 57′ 30″ O                                     | 1. Juni 1987 (BLR-LAB 3042)                                                                       | Kapelle | KG: Sankt Johann Grundparzelle: 714                       |
| BW   | Datei hochladen | Kapelle und Backofen beim Feichter ID: 13624                                    | 46° 57′ 36″ N, 11° 56′ 6″ O                                      | 1. Juni 1987 (BLR-LAB 3042)                                                                       | Kapelle | KG: Luttach Grundparzelle: 200                            |
| BW   | Datei hochladen | Kapelle und Kornkasten beim Obwegis ID: 50017                                   | 46° 59′ 6″ N, 11° 56′ 10″ O                                      | 1. Juni 1987 (BLR-LAB 3042)                                                                       | Kapelle | KG: Sankt Johann Grundparzelle: 172/1                     |
| BW   | Datei hochladen | Kapelle und Mühle beim Schwaiger ID: 13634                                      | 46° 59′ 17″ N, 11° 59′ 58″ O                                     | 1. Juni 1987 (BLR-LAB 3042)                                                                       | Kapelle | KG: Sankt Jakob Bauparzelle: 206 Grundparzelle: 919       |
| BW   | Datei hochladen | Kapelle und Mühle beim Voppichl ID: 13633                                       | 47° 0′ 20″ N, 11° 59′ 47″ O                                      | 1. Juni 1987 (BLR-LAB 3042)                                                                       | Kapelle; die Mühle befindet sich etwas nordöstlich auf 47° 0′ 23,5″ N, 11° 59′ 49,5″ O.                        | KG: Sankt Jakob Bauparzelle: 159, 162                     |
| BW   | Datei hochladen | Kapelle und Zuhäusl beim Walcher ID: 13683                                      | 47° 1′ 5″ N, 12° 2′ 9″ O                                         | 5. Sep. 1988 (BLR-LAB 5703)                                                                       | Kapelle | KG: Sankt Peter Bauparzelle: 108                          |
| BW   | Datei hochladen | Kastner mit Kornkasten ID: 13646                                                | 46° 59′ 36″ N, 11° 57′ 51″ O                                     | 1. Juni 1987 (BLR-LAB 3042)                                                                       | Ländliches Wohnhaus/Bauernhof                                                                                  | KG: Sankt Johann Bauparzelle: 181, 182                    |
| BW   | Datei hochladen | Kohler ID: 13639                                                                | 46° 58′ 40″ N, 11° 56′ 18″ O Fraktion: St. Johann                | 1. Juni 1987 (BLR-LAB 3042)                                                                       | Ländliches Wohnhaus/Bauernhof                                                                                  | KG: Sankt Johann Bauparzelle: 31                          |
| BW   | Datei hochladen | Kornkasten beim Niederhollenzer ID: 13637                                       | 47° 0′ 54″ N, 12° 1′ 24″ O                                       | 1. Juni 1987 (BLR-LAB 3042)                                                                       | Kornkasten | KG: Sankt Jakob Grundparzelle: 121                        |
| BW   | Datei hochladen | Kornkasten beim Oberegger in Weißenbach ID: 13620                               | 46° 57′ 21″ N, 11° 53′ 49″ O                                     | 1. Juni 1987 (BLR-LAB 3042)                                                                       | Kornkasten | KG: Luttach Bauparzelle: 183                              |
| BW   | Datei hochladen | Kornkasten beim Weißbachl ID: 13670                                             | 46° 58′ 47″ N, 11° 56′ 38″ O                                     | 1. Juni 1987 (BLR-LAB 3042)                                                                       | Kornkasten | KG: Sankt Johann Grundparzelle: 1265                      |
| BW   | Datei hochladen | Kornkasten und Kapelle beim Niederstein ID: 13612                               | 46° 57′ 18″ N, 11° 55′ 55″ O                                     | 1. Juni 1987 (BLR-LAB 3042)                                                                       | Kornkasten | KG: Luttach Bauparzelle: 15 Grundparzelle: 119            |
| BW   | Datei hochladen | Kottersteger ID: 13657                                                          | 46° 59′ 13″ N, 11° 57′ 16″ O                                     | 1. Juni 1987 (BLR-LAB 3042)                                                                       | Ländliches Wohnhaus/Bauernhof                                                                                  | KG: Sankt Johann Bauparzelle: 256                         |
| BW   | Datei hochladen | Lindemair mit Kornkasten ID: 13615                                              | Dorfstraße 19 46° 57′ 0″ N, 11° 55′ 8″ O Fraktion: Luttach       | 1. Juni 1987 (BLR-LAB 3042)                                                                       | Ländliches Wohnhaus/Bauernhof                                                                                  | KG: Luttach Bauparzelle: 63/1, 63/5                       |
| BW   | Datei hochladen | Linder ID: 13680                                                                | 47° 1′ 14″ N, 12° 2′ 40″ O                                       | 1. Juni 1987 (BLR-LAB 3042)                                                                       | Ländliches Wohnhaus/Bauernhof                                                                                  | KG: Sankt Peter Bauparzelle: 70                           |
| BW   | Datei hochladen | Locher ID: 13677                                                                | 47° 1′ 30″ N, 12° 3′ 42″ O                                       | 1. Juni 1987 (BLR-LAB 3042)                                                                       | Ländliches Wohnhaus/Bauernhof                                                                                  | KG: Sankt Peter Bauparzelle: 42/1                         |
| BW   | Datei hochladen | Mair zu Pirch mit Kornkasten ID: 13616                                          | Moar zu Pirk 2 46° 57′ 29″ N, 11° 55′ 10″ O                      | 1. Juni 1987 (BLR-LAB 3042)                                                                       | Ländliches Wohnhaus/Bauernhof                                                                                  | KG: Luttach Bauparzelle: 83/1, 83/3                       |
| BW   | Datei hochladen | Mairegger mit Kornkasten ID: 13641                                              | 46° 59′ 12″ N, 11° 56′ 52″ O                                     | 10. Apr. 1989 (BLR-LAB 1866)                                                                      | Ländliches Wohnhaus/Bauernhof                                                                                  | KG: Sankt Johann Bauparzelle: 91                          |
| BW   | Datei hochladen | Marche ID: 13682                                                                | 47° 1′ 13″ N, 12° 2′ 18″ O                                       | 1. Juni 1987 (BLR-LAB 3042)                                                                       | Ländliches Wohnhaus/Bauernhof                                                                                  | KG: Sankt Peter Bauparzelle: 92/1                         |
| BW   | Datei hochladen | Mariahilfkapelle beim Oberstein ID: 13611                                       | 46° 57′ 5″ N, 11° 55′ 58″ O                                      | 1. Juni 1987 (BLR-LAB 3042)                                                                       | Kapelle | KG: Luttach Bauparzelle: 12                               |
| BW   | Datei hochladen | Mariahilfkapelle in St. Martin ID: 13666                                        | 46° 58′ 32″ N, 11° 56′ 5″ O                                      | 1. Juni 1987 (BLR-LAB 3042)                                                                       | Kapelle | KG: Sankt Johann Bauparzelle: 357                         |
| BW   | Datei hochladen | Marienkapelle beim Bachmair ID: 13658                                           | 46° 59′ 8″ N, 11° 57′ 9″ O                                       | 1. Juni 1987 (BLR-LAB 3042)                                                                       | Kapelle | KG: Sankt Johann Bauparzelle: 261                         |
| BW   | Datei hochladen | Marienkapelle beim Großarzbach ID: 13613                                        | 46° 58′ 1″ N, 11° 55′ 42″ O                                      | 1. Juni 1987 (BLR-LAB 3042)                                                                       | Kapelle | KG: Luttach Bauparzelle: 24                               |
| BW   | Datei hochladen | Marienkapelle beim Oberarzbacher ID: 13623                                      | 46° 57′ 56″ N, 11° 56′ 1″ O                                      | 1. Juni 1987 (BLR-LAB 3042)                                                                       | Kapelle | KG: Luttach Bauparzelle: 789                              |
| BW   | Datei hochladen | Marienkapelle und ehemaliger Friedhof beim Weißbachl ID: 13662                  | 46° 58′ 49″ N, 11° 56′ 45″ O                                     | 1. Juni 1987 (BLR-LAB 3042)                                                                       | Kapelle | KG: Sankt Johann Bauparzelle: 313 Grundparzelle: 1269     |
| BW   | Datei hochladen | Martinswirt ID: 13664                                                           | St. Martin 117 46° 58′ 29″ N, 11° 55′ 53″ O Fraktion: St. Johann | 1. Juni 1987 (BLR-LAB 3042)                                                                       | Ländliches Wohnhaus/Bauernhof                                                                                  | KG: Sankt Johann Bauparzelle: 343                         |
| BW   | Datei hochladen | Mesnerhaus in Steinhaus ID: 13650                                               | 46° 59′ 44″ N, 11° 58′ 54″ O                                     | 1. Juni 1987 (BLR-LAB 3042)                                                                       | Ländliches Wohnhaus/Bauernhof                                                                                  | KG: Sankt Johann Bauparzelle: 222                         |
| BW   | Datei hochladen | Mühle beim Innerhof in Weißenbach ID: 13617                                     | 46° 56′ 47″ N, 11° 51′ 34″ O                                     | 1. Juni 1987 (BLR-LAB 3042)                                                                       | Mühle | KG: Luttach Bauparzelle: 122                              |
| BW   | Datei hochladen | Mühle beim Wenger ID: 13649                                                     | 46° 59′ 46″ N, 11° 58′ 46″ O                                     | 1. Juni 1987 (BLR-LAB 3042)                                                                       | Mühle | KG: Sankt Johann Bauparzelle: 213                         |
| BW   | Datei hochladen | Mühlegg mit Kornkasten und Johannes-Nepomuk-Kapelle ID: 13645                   | 46° 59′ 27″ N, 11° 57′ 44″ O                                     | 1. Juni 1987 (BLR-LAB 3042)                                                                       | Ansitz | KG: Sankt Johann Bauparzelle: 177, 178, 179               |
| BW   | Datei hochladen | Niedermair mit Mühle ID: 13628                                                  | 47° 0′ 36″ N, 12° 0′ 47″ O                                       | 1. Juni 1987 (BLR-LAB 3042)                                                                       | Ländliches Wohnhaus/Bauernhof                                                                                  | KG: Sankt Jakob Bauparzelle: 17, 57                       |
| BW   | Datei hochladen | Oberbrugger mit Kapelle ID: 13614                                               | Im Anger 2 46° 57′ 33″ N, 11° 55′ 18″ O                          | 1. Juni 1987 (BLR-LAB 3042)                                                                       | Gasthaus | KG: Luttach Bauparzelle: 209, 46/1, 46/3                  |
| BW   | Datei hochladen | Oberlinder mit Kornkasten und Mühle ID: 13648                                   | 46° 59′ 47″ N, 11° 58′ 39″ O                                     | 1. Juni 1987 (BLR-LAB 3042)                                                                       | Ländliches Wohnhaus/Bauernhof; die Mühle befindet sich etwas nordöstlich auf 46° 59′ 48,6″ N, 11° 58′ 42,4″ O. | KG: Sankt Johann Bauparzelle: 206, 210                    |
| ja   | Datei hochladen | Pfarrkirche St. Jakob in Weißenbach ID: 13619                                   | 46° 56′ 59″ N, 11° 52′ 35″ O                                     | 1. Juni 1987 (BLR-LAB 3042)                                                                       | Kirche | KG: Luttach Bauparzelle: 157                              |
| BW   | Datei hochladen | Pfarrkirche St. Jakob mit Friedhofskapelle und Friedhof ID: 13626               | 47° 0′ 34″ N, 12° 0′ 45″ O                                       | 1. Juni 1987 (BLR-LAB 3042)                                                                       | Kirche | KG: Sankt Jakob Bauparzelle: 1 Grundparzelle: 1           |
| ja   | Datei hochladen | Pfarrkirche St. Johannes der Täufer mit Friedhofskapelle und Friedhof ID: 13686 | 46° 58′ 48″ N, 11° 56′ 25″ O                                     | 1. Juni 1987 (BLR-LAB 3042)                                                                       | Kirche | KG: Sankt Johann Bauparzelle: 1, 2 Grundparzelle: 1       |
| BW   | Datei hochladen | Pfarrkirche St. Peter mit Widum, Friedhofskapelle und Friedhof ID: 13676        | 47° 1′ 22″ N, 12° 3′ 28″ O                                       | 1. Juni 1987 (BLR-LAB 3042)                                                                       | Kirche; das Widum befindet sich westlich neben der Kirche.                                                     | KG: Sankt Peter Bauparzelle: 37, 38 Grundparzelle: 195    |
| ja   | Datei hochladen | Pfarrkirche St. Sebastian mit Friedhof ID: 13609                                | 46° 56′ 58″ N, 11° 55′ 7″ O                                      | 1. Juni 1987 (BLR-LAB 3042)                                                                       | Kirche | KG: Luttach Bauparzelle: 1 Grundparzelle: 1               |
| ja   | Datei hochladen | Pfarrkirche Unsere Liebe Frau von Loreto mit Friedhof in Steinhaus ID: 13652    | 46° 59′ 43″ N, 11° 58′ 51″ O                                     | 1. Juni 1987 (BLR-LAB 3042)                                                                       | Kirche | KG: Sankt Johann Bauparzelle: 227 Grundparzelle: 918      |
| BW   | Datei hochladen | Pfarrwidum ID: 13627                                                            | 47° 0′ 34″ N, 12° 0′ 44″ O                                       | 1. Juni 1987 (BLR-LAB 3042)                                                                       | Widum/Kanonikerhaus                                                                                            | KG: Sankt Jakob Bauparzelle: 2                            |
| BW   | Datei hochladen | Pfarrwidum in Weißenbach ID: 50437                                              | Kirchgasse 26 46° 56′ 59″ N, 11° 52′ 36″ O                       | 22. Jan. 2004 (Art. 10 des Kodexes der Kulturgüter und der Landschaft gvD 22. Januar 2004 Nr. 42) | Widum/Kanonikerhaus                                                                                            | KG: Luttach Bauparzelle: 158                              |
| BW   | Datei hochladen | Pfarrwidum mit Garten ID: 13625                                                 | 46° 58′ 48″ N, 11° 56′ 23″ O                                     | 1. Juni 1987 (BLR-LAB 3042)                                                                       | Widum/Kanonikerhaus                                                                                            | KG: Sankt Johann Bauparzelle: 6 Grundparzelle: 20/2       |
| BW   | Datei hochladen | Pichl ID: 13660                                                                 | Gföllberg 261 46° 58′ 13″ N, 11° 56′ 19″ O Fraktion: St. Johann  | 1. Juni 1987 (BLR-LAB 3042)                                                                       | Ländliches Wohnhaus/Bauernhof                                                                                  | KG: Sankt Johann Bauparzelle: 300, 302                    |
| BW   | Datei hochladen | Rathaus ID: 13656                                                               | 46° 59′ 41″ N, 11° 58′ 49″ O                                     | 24. März 1956 (MD)                                                                                | Ansitz | KG: Sankt Johann Bauparzelle: 231                         |
| BW   | Datei hochladen | Spitzler ID: 13631                                                              | 47° 0′ 52″ N, 12° 1′ 6″ O                                        | 1. Juni 1987 (BLR-LAB 3042)                                                                       | Ländliches Wohnhaus/Bauernhof                                                                                  | KG: Sankt Jakob Bauparzelle: 61                           |
| ja   | Datei hochladen | St. Martin ID: 13663                                                            | 46° 58′ 29″ N, 11° 55′ 55″ O                                     | 1. Juni 1987 (BLR-LAB 3042)                                                                       | Kirche | KG: Sankt Johann Bauparzelle: 342                         |
| BW   | Datei hochladen | Stallungen und Schießstand in Steinhaus ID: 13651                               | 46° 59′ 41″ N, 11° 58′ 51″ O                                     | 1. Juni 1987 (BLR-LAB 3042)                                                                       | Schießstand | KG: Sankt Johann Bauparzelle: 225, 226/1                  |
| ja   | Datei hochladen | Steinhauswirt ID: 13654                                                         | 46° 59′ 42″ N, 11° 58′ 50″ O                                     | 1. Juni 1987 (BLR-LAB 3042)                                                                       | Ländliches Wohnhaus/Bauernhof                                                                                  | KG: Sankt Johann Bauparzelle: 229/1                       |
| BW   | Datei hochladen | Taser mit Mühle ID: 13673                                                       | 47° 1′ 27″ N, 12° 3′ 4″ O                                        | 1. Juni 1987 (BLR-LAB 3042)                                                                       | Ländliches Wohnhaus/Bauernhof                                                                                  | KG: Sankt Peter Bauparzelle: 27, 29                       |
| BW   | Datei hochladen | Tischler mit Mühle und Kornkasten ID: 13629                                     | 47° 0′ 50″ N, 12° 1′ 3″ O                                        | 1. Juni 1987 (BLR-LAB 3042)                                                                       | Ländliches Wohnhaus/Bauernhof                                                                                  | KG: Sankt Jakob Bauparzelle: 27, 30, 31                   |
| BW   | Datei hochladen | Unteregger in Weißenbach ID: 13621                                              | Außertal 5 46° 57′ 21″ N, 11° 53′ 50″ O                          | 1. Juni 1987 (BLR-LAB 3042)                                                                       | Ländliches Wohnhaus/Bauernhof                                                                                  | KG: Luttach Bauparzelle: 184                              |
| BW   | Datei hochladen | Unterleiten ID: 13640                                                           | 46° 59′ 9″ N, 11° 56′ 59″ O                                      | 1. Juni 1987 (BLR-LAB 3042)                                                                       | Ländliches Wohnhaus/Bauernhof                                                                                  | KG: Sankt Johann Bauparzelle: 88                          |
| BW   | Datei hochladen | Unterperger ID: 13635                                                           | 46° 59′ 47″ N, 11° 59′ 12″ O                                     | 1. Juni 1987 (BLR-LAB 3042)                                                                       | Ländliches Wohnhaus/Bauernhof                                                                                  | KG: Sankt Jakob Bauparzelle: 213                          |
| BW   | Datei hochladen | Untersteiner Mühle ID: 13630                                                    | 47° 0′ 54″ N, 12° 1′ 11″ O                                       | 1. Juni 1987 (BLR-LAB 3042)                                                                       | Mühle | KG: Sankt Jakob Bauparzelle: 56                           |
| BW   | Datei hochladen | Zuhaus zum Platter ID: 13644                                                    | 46° 59′ 29″ N, 11° 57′ 20″ O                                     | 1. Juni 1987 (BLR-LAB 3042)                                                                       | Ländliches Wohnhaus/Bauernhof                                                                                  | KG: Sankt Johann Bauparzelle: 149                         |

Falls bei einem Baudenkmal keine Koordinaten bekannt sind, werden ersatzweise die Katasterdaten zum Zeitpunkt der Unterschutzstellung angegeben. Diese sind weder offiziell noch zwingend aktuell.
Die vom Landesdenkmalamt übernommenen Adressen können veraltet sein.
| Foto:   | Fotografie des Denkmals. Klicken des Fotos erzeugt eine vergrößerte Ansicht. Daneben finden sich zwei Symbole: |
| ID      | Identifikator beim Südtiroler Landesdenkmalamt                                                                 |
| KG      | Katastralgemeinde                                                                                              |
| MD      | Ministerialdekret                                                                                              |
| BLR-LAB | Beschluss der Landesregierung – Landesausschussbeschluss                                                       |